# Lista siturilor arheologice din județul Hunedoara - A
Lista siturilor arheologice din județul Hunedoara - A conține toate siturile arheologice din județul Hunedoara înscrise în Repertoriul Arheologic Național (RAN) și aflate în localități al căror nume începe cu litera A. RAN este administrat de Ministerul Culturii și Patrimoniului Național și cuprinde date științifice, cartografice, topografice, imagini și planuri, precum și orice alte informații privitoare la zonele cu potențial arheologic, studiate sau nu, încă existente sau dispărute.
Puteți căuta un sit din localitățile care încep cu litera A folosind formularul de mai jos sau puteți naviga prin toate siturile din județ la Lista siturilor arheologice din județul Hunedoara.
| Cod RAN                                  | Denumire | Localitate                            | Adresă                                                                | Datare                                       | Descoperit | Coordonate                                    | Imagine           | Erori            |
| ---------------------------------------- | --- | ------------------------------------- | --------------------------------------------------------------------- | -------------------------------------------- | ---------- | --------------------------------------------- | ----------------- | ---------------- |
| 92202.01.01                              | Așezări preistorice la Almaș-Săliște / ansamblu anonim (Categorie: locuire civilă) (Tip: Așezare)                                                                     | sat Almaș-Săliște, comuna Zam         |                                                                       |                                              |            |                                               | Încărcați imagine | Raportați eroare |
| 87870.02.01                              | Complexul de peșteri de la Ardeu - Peștera Nr. 4, Peștera de Jos, Peștera Surpată Raiu și Peștera Cetate / ansamblu anonim (Categorie: locuire civilă) (Tip: Așezare) | sat Ardeu, comuna Balșa               | Peștera Nr. 4, Peștera de Jos, Peștera Surpată Raiu și Peștera Cetate | Coțofeni                                     |            | 46°02′25″N 23°08′55″E / 46.04031°N 23.14864°E | Încărcați imagine | Raportați eroare |
| 87870.02.02                              | Complexul de peșteri de la Ardeu - Peștera Nr. 4, Peștera de Jos, Peștera Surpată Raiu și Peștera Cetate / ansamblu anonim (Categorie: locuire civilă) (Tip: Așezare) | sat Ardeu, comuna Balșa               | Peștera Nr. 4, Peștera de Jos, Peștera Surpată Raiu și Peștera Cetate | Șoimuș                                       |            | 46°02′25″N 23°08′55″E / 46.04031°N 23.14864°E | Încărcați imagine | Raportați eroare |
| 87870.02.03                              | Complexul de peșteri de la Ardeu - Peștera Nr. 4, Peștera de Jos, Peștera Surpată Raiu și Peștera Cetate / ansamblu anonim (Categorie: locuire civilă) (Tip: așezare) | sat Ardeu, comuna Balșa               | Peștera Nr. 4, Peștera de Jos, Peștera Surpată Raiu și Peștera Cetate | Otomani                                      |            | 46°02′25″N 23°08′55″E / 46.04031°N 23.14864°E | Încărcați imagine | Raportați eroare |
| 87870.03.01                              | Cetatea și așezarea dacică de la Ardeu - "După Prag, Gura Cheilor" / ansamblu anonim (Categorie: locuire civilă) (Tip: Așezare)                                       | sat Ardeu, comuna Balșa               | După Prag, Gura Cheilor                                               |                                              |            |                                               | Încărcați imagine | Raportați eroare |
| 87870.03.02                              | Cetatea și așezarea dacică de la Ardeu - "După Prag, Gura Cheilor" / ansamblu anonim (Categorie: locuire civilă) (Tip: Așezare)                                       | sat Ardeu, comuna Balșa               | După Prag, Gura Cheilor                                               |                                              |            |                                               | Încărcați imagine | Raportați eroare |
| 87870.03.03                              | Cetatea și așezarea dacică de la Ardeu - "După Prag, Gura Cheilor" / ansamblu anonim (Categorie: locuire civilă) (Tip: Așezare)                                       | sat Ardeu, comuna Balșa               | După Prag, Gura Cheilor                                               |                                              |            |                                               | Încărcați imagine | Raportați eroare |
| 87870.03.04                              | Cetatea și așezarea dacică de la Ardeu - "După Prag, Gura Cheilor" / ansamblu anonim (Categorie: locuire civilă) (Tip: Așezare)                                       | sat Ardeu, comuna Balșa               | După Prag, Gura Cheilor                                               | geto-dacică                                  |            |                                               | Încărcați imagine | Raportați eroare |
| 90459.02.01 (Cod LMI: HD-II-m-B-03237)   | Biserica de lemn "Sf. Nicolae" de la Almașu Mic / ansamblu Biserica de lemn "Sf. Nicolae" (Categorie: structură de cult/religioasă) (Tip: Biserică de lemn)           | sat Almașu Mic, comuna Pestișu Mic    |                                                                       | sec. XVII                                    |            |                                               | Încărcați imagine | Raportați eroare |
| 89589.01.01                              | Locul bătăliei de la Aurel Vlaicu-Câmpul pâinii / ansamblu anonim (Categorie: loc de luptă) (Tip: loc de luptă)                                                       | sat Aurel Vlaicu, oraș Geoagiu        | Câmpul Pâinii                                                         | 1479                                         |            |                                               | Încărcați imagine | Raportați eroare |
| 92202.03.01                              | Așezarea Coțofeni de la Almaș-Săliște-În Săcări / ansamblu anonim (Categorie: locuire) (Tip: Așezare)                                                                 | sat Almaș-Săliște, comuna Zam         | În Săcări                                                             | Coțofeni                                     |            |                                               | Încărcați imagine | Raportați eroare |
| 90459.03.01                              | Așezarea romană de la Almașu Mic- Râpă / ansamblu anonim (Categorie: locuire) (Tip: Așezare)                                                                          | sat Almașu Mic, comuna Pestișu Mic    | Râpă                                                                  |                                              |            |                                               | Încărcați imagine | Raportați eroare |
| 90459.01.02                              | Așezarea romană de la Almașu Mic- Râpă / ansamblu anonim (Categorie: locuire) (Tip: Locuire)                                                                          | sat Almașu Mic, comuna Pestișu Mic    | Râpă                                                                  |                                              |            |                                               | Încărcați imagine | Raportați eroare |
| 87861.02.01                              | Necropola romană de la Almașu Mic de Munte / ansamblu anonim (Categorie: descoperire funerară) (Tip: necropola)                                                       | sat Almașu Mic de Munte, comuna Balșa |                                                                       |                                              |            | 46°03′25″N 23°04′57″E / 46.05685°N 23.08254°E | Încărcați imagine | Raportați eroare |
| 86767.02.01                              | Așezarea romană de la Almașu Sec / ansamblu anonim (Categorie: locuire) (Tip: Așezare)                                                                                | sat Almașu Sec, comuna Cârjiți        |                                                                       |                                              |            |                                               | Încărcați imagine | Raportați eroare |
| 89044.02.01                              | Mina de fier de la Alun / ansamblu anonim (Categorie: exploatare/carieră) (Tip: Mină)                                                                                 | sat Alun, comuna Bunila               |                                                                       | romană                                       |            |                                               | Încărcați imagine | Raportați eroare |
| 89044.02.02                              | Mina de fier de la Alun / ansamblu anonim (Categorie: exploatare/carieră) (Tip: Mină)                                                                                 | sat Alun, comuna Bunila               |                                                                       |                                              |            |                                               | Încărcați imagine | Raportați eroare |
| 89179.01.01                              | Fortificația dacică de la Arănieș / ansamblu anonim (Categorie: fortificație) (Tip: Fortificație)                                                                     | sat Arănieș, comuna Cerbăl            |                                                                       | dacică                                       |            |                                               | Încărcați imagine | Raportați eroare |
| 87870.04.01                              | Așezarea Coțofeni de la Ardeu- Copta Sârghilor / ansamblu anonim (Categorie: locuire) (Tip: Așezare în peșteră)                                                       | sat Ardeu, comuna Balșa               | Copta Sârghilor                                                       | Coțofeni                                     |            |                                               | Încărcați imagine | Raportați eroare |
| 87870.05.01                              | Așezarea eneolitică de la Ardeu- Dealul Podu / ansamblu anonim (Categorie: locuire) (Tip: Așezare)                                                                    | sat Ardeu, comuna Balșa               | Dealul Podu                                                           |                                              |            |                                               | Încărcați imagine | Raportați eroare |
| 87870.06.01                              | Așezarea eneolitică de la Ardeu-Între Pietre / ansamblu anonim (Categorie: locuire) (Tip: Așezare)                                                                    | sat Ardeu, comuna Balșa               | Între Pietre                                                          |                                              |            |                                               | Încărcați imagine | Raportați eroare |
| 89589.02.01                              | Așezarea din epoca bronzului de la Aurel Vlaicu / ansamblu anonim (Categorie: locuire) (Tip: Așezare)                                                                 | sat Aurel Vlaicu, oraș Geoagiu        |                                                                       |                                              |            |                                               | Încărcați imagine | Raportați eroare |
| 89589.03.01                              | Depozitul de bronzuri de la Aurel Vlaicu / ansamblu anonim (Categorie: depozit/tezaur) (Tip: Depozit)                                                                 | sat Aurel Vlaicu, oraș Geoagiu        |                                                                       |                                              | 1957       |                                               | Încărcați imagine | Raportați eroare |
| 89589.04.01                              | Situl arheologic de la Aurel Vlaicu- Izvorul Rece / ansamblu anonim (Categorie: locuire) (Tip: Așezare)                                                               | sat Aurel Vlaicu, oraș Geoagiu        | Izvorul Rece                                                          |                                              |            |                                               | Încărcați imagine | Raportați eroare |
| 89589.04.02                              | Situl arheologic de la Aurel Vlaicu- Izvorul Rece / ansamblu anonim (Categorie: locuire) (Tip: Așezare)                                                               | sat Aurel Vlaicu, oraș Geoagiu        | Izvorul Rece                                                          | romană                                       |            |                                               | Încărcați imagine | Raportați eroare |
| 89589.05.01                              | Situl arheologic de la Aurel Vlaicu- Voivozi / ansamblu anonim (Categorie: locuire) (Tip: Așezare)                                                                    | sat Aurel Vlaicu, oraș Geoagiu        | Voivozi                                                               | romană                                       |            |                                               | Încărcați imagine | Raportați eroare |
| 89589.05.02                              | Situl arheologic de la Aurel Vlaicu- Voivozi / ansamblu anonim (Categorie: locuire) (Tip: Așezare)                                                                    | sat Aurel Vlaicu, oraș Geoagiu        | Voivozi                                                               | sec. IV-V                                    |            |                                               | Încărcați imagine | Raportați eroare |
| 89589.06.01                              | Așezare de epoca bronzului de la Aurel Vlaicu - Clădiri IAS / ansamblu anonim (Categorie: locuire) (Tip: Așezare)                                                     | sat Aurel Vlaicu, oraș Geoagiu        | Clădiri IAS                                                           | Wietenberg                                   |            |                                               | Încărcați imagine | Raportați eroare |
| 86767.01.01 (Cod LMI: HD-I-m-B-03150.01) | Situl arheologic de la Almașu Sec / ansamblu anonim (Categorie: locuire civilă) (Tip: Așezare)                                                                        | sat Almașu Sec, comuna Cârjiți        |                                                                       | Coțofeni                                     |            | 45°51′00″N 22°50′59″E / 45.85001°N 22.84966°E | Încărcați imagine | Raportați eroare |
| 86767.01.02 (Cod LMI: HD-I-m-B-03150.02) | Situl arheologic de la Almașu Sec / ansamblu anonim (Categorie: locuire civilă) (Tip: Așezare)                                                                        | sat Almașu Sec, comuna Cârjiți        |                                                                       |                                              |            | 45°51′00″N 22°50′59″E / 45.85001°N 22.84966°E | Încărcați imagine | Raportați eroare |
| 87870.01.01 (Cod LMI: HD-I-m-A-03151.03) | Situl arheologic de la Ardeu - "Cetățeaua" / ansamblu anonim (Categorie: locuire civilă) (Tip: Așezare)                                                               | sat Ardeu, comuna Balșa               | Cetățeaua                                                             | Coțofeni                                     | 1973       | 46°01′02″N 23°08′43″E / 46.01714°N 23.14531°E | Încărcați imagine | Raportați eroare |
| 87870.01.02 (Cod LMI: HD-I-m-A-03151.02) | Situl arheologic de la Ardeu - "Cetățeaua" / ansamblu anonim (Categorie: locuire civilă) (Tip: Așezare fortificată)                                                   | sat Ardeu, comuna Balșa               | Cetățeaua                                                             | geto-dacică sec. II a. Chr. - sec. I p. Chr. | 1973       | 46°01′02″N 23°08′43″E / 46.01714°N 23.14531°E | Încărcați imagine | Raportați eroare |
| 87870.01.03 (Cod LMI: HD-I-m-A-03151.03) | Situl arheologic de la Ardeu - "Cetățeaua" / ansamblu anonim (Categorie: locuire civilă) (Tip: Așezare)                                                               | sat Ardeu, comuna Balșa               | Cetățeaua                                                             | Wietenberg - III cu Otomani                  | 1973       | 46°01′02″N 23°08′43″E / 46.01714°N 23.14531°E | Încărcați imagine | Raportați eroare |
| 87870.01.04 (Cod LMI: HD-I-m-A-03151.01) | Situl arheologic de la Ardeu - "Cetățeaua" / ansamblu anonim (Categorie: locuire civilă) (Tip: Fortificație)                                                          | sat Ardeu, comuna Balșa               | Cetățeaua                                                             |                                              | 1973       | 46°01′02″N 23°08′43″E / 46.01714°N 23.14531°E | Încărcați imagine | Raportați eroare |
| 87870.01.05 (Cod LMI: HD-I-s-A-03151)    | Situl arheologic de la Ardeu - "Cetățeaua" / ansamblu anonim (Categorie: locuire civilă) (Tip: Așezare)                                                               | sat Ardeu, comuna Balșa               | Cetățeaua                                                             |                                              | 1973       | 46°01′02″N 23°08′43″E / 46.01714°N 23.14531°E | Încărcați imagine | Raportați eroare |